# قندل مؤنف
قندل مؤنف أو مص أو قندل  (الاسم العلمي:Rhizophora mucronata) هي نوع من النبات يتبع جنس القندل من فصيلة حاملات الجذور.